# 聖華金谷
圣華金谷（英語： /ˌsæn hwɑːˈkiːn/）是美國加利福尼亞州中央谷地的一片地區，位於薩克拉門托-聖何塞河三角洲南部。這片谷地里有八個縣，即弗雷斯諾縣、克恩縣、默塞德縣、斯坦尼斯洛斯縣以及馬德拉縣、圣路易斯奥比斯波县和圖萊里縣的一部分。 谷內的大部分地區都是鄉村，但也有弗雷斯諾、貝克斯菲爾德、斯托克頓等都市。